# Trimbach
Trimbach é uma comuna da Suíça, no Cantão Soleura, com cerca de 6.249 habitantes. Estende-se por uma área de 7,66 km², de densidade populacional de 816 hab/km². Confina com as seguintes comunas: Hauenstein-Ifenthal, Lostorf, Olten, Wangen bei Olten, Winznau, Wisen.
A língua oficial nesta comuna é o Alemão.

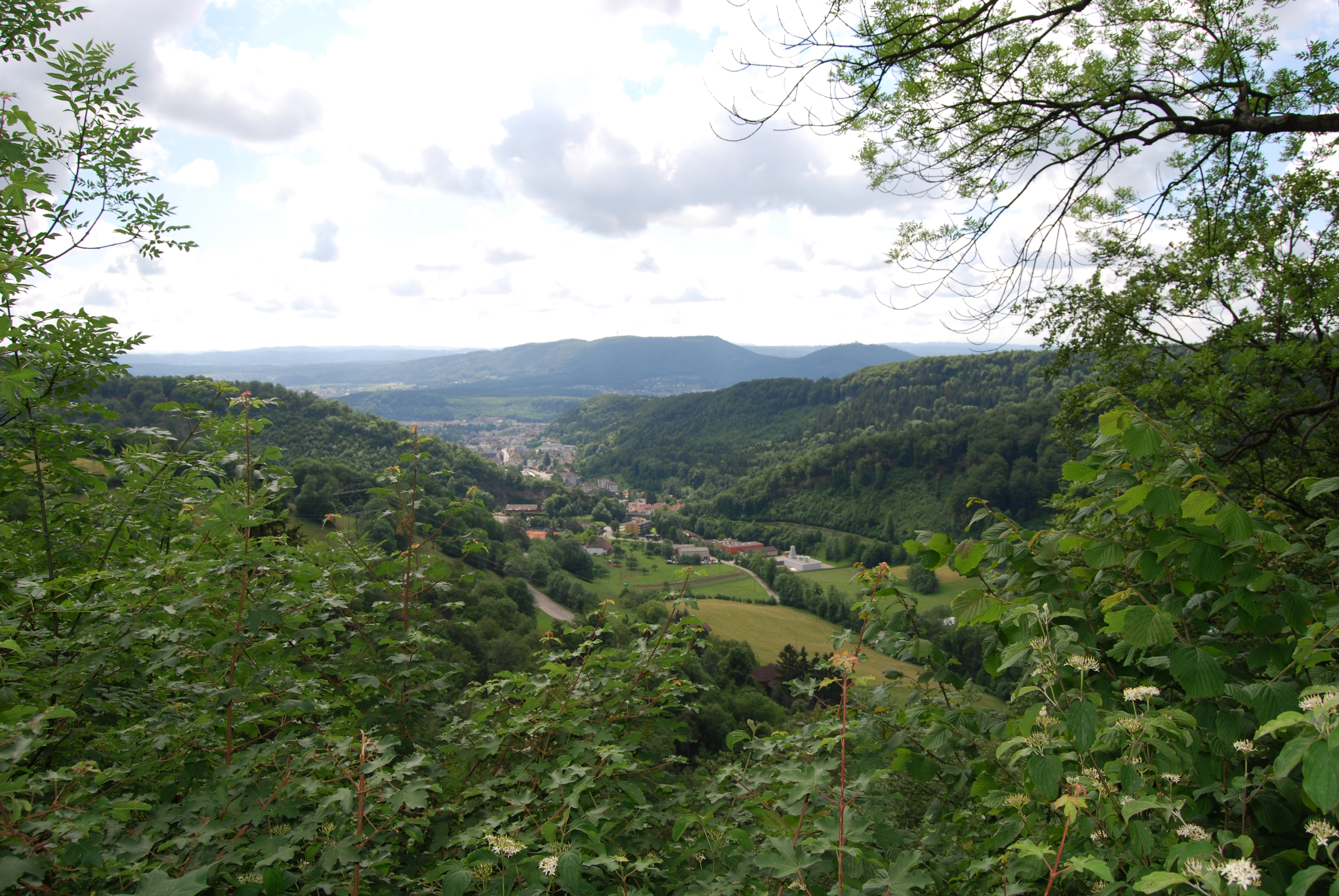
Trimbach.